# Cuisine bourgeoise

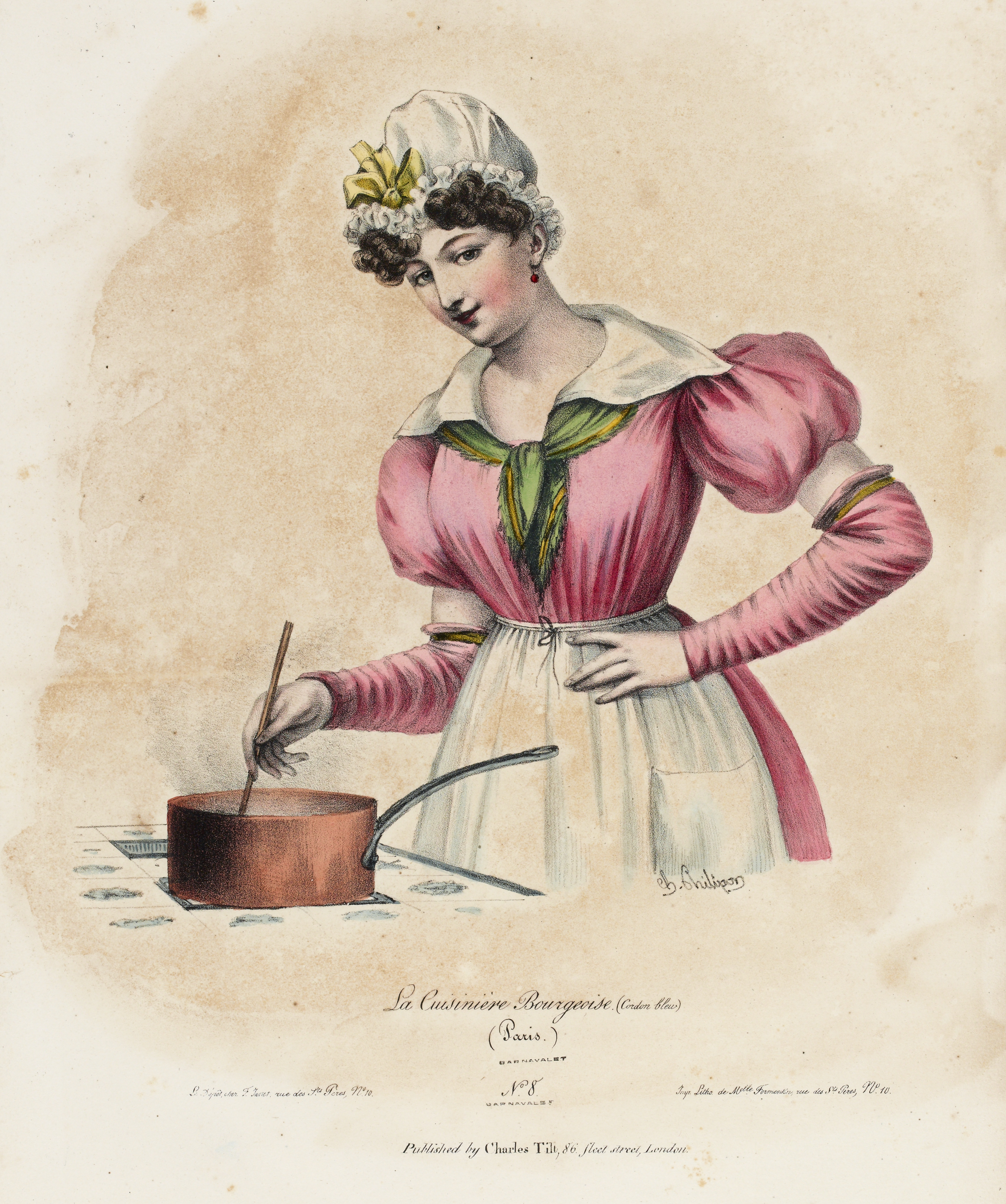
La cuisinière bourgeoise (cordon bleu), lithographie de Charles Philipon

Dans la gastronomie française, la cuisine bourgeoise est la cuisine locale des citadins aisés, par opposition à la cuisine élaborée des restaurants, la haute cuisine, et à la cuisine des régions, de la paysannerie et des pauvres des villes.
La cuisine bourgeoise est documentée depuis le XVIIe siècle: Nicolas de Bonnefons, Le Jardinier françois (1651) et Les Délices de la campagne (1684); François Menon, Cuisinière bourgeoise (1746); et Louis Eustache Audot, Cuisinière de la campagne et de la ville (1818). À partir du xixe siècle, une série de livres de cuisine vont au-delà de la simple énumération de recettes pour enseigner la technique : Jule Gouffé, Livre de cuisine (1867) ; Félix Urbain Dubois, École des cuisinières (1887).
À la fin du XIXe siècle, des écoles de cuisine comme Le Cordon Bleu et des magazines comme La Cuisinière Cordon Bleu et Le Pot-au-feu, apparaissent à Paris pour enseigner la technique culinaire aux femmes de la bourgeoisie. La Cuisine de tous les jours de Pellaprat (1914) et Le Livre de cuisine de Madame Saint-Ange (1927) sont issus de ces écoles de cuisine. Aux États-Unis, Julia Child, qui a étudié au Cordon Bleu, a suivi avec son ouvrage Mastering the Art of French Cooking (1961, 1970).